# كأس ديفيز 1947
كأس ديفيز 1947 هو الموسم 36 من  كأس ديفيز. فاز فيه منتخب الولايات المتحدة لكأس ديفيز.